# Torneio da Uva de 1975
O Torneio da Uva  foi um torneio de caráter amistoso, realizado em Jundiaí, São Paulo em 1975.

## Jogos
- 11 de dezembro de 1975

 Corinthians 0 X 0  Paulista (4-5 pen)
- 11 de dezembro de 1975

 Flamengo 2 X 1  Grêmio
- 13 de dezembro de 1975

 Grêmio 0 X 2  Corinthians
- 13 de dezembro de 1975

 Flamengo 0 X 0  Corinthians (7-6 pen)

## Campeão
| Torneio da Uva de 1975 |
| ---------------------- |
| Flamengo Campeão       |